# ایگور نیوارلی
ایگور نیوارلی (۱۱ مارس ۱۹۰۳ – ۱۹ اکتبر ۱۹۸۷) نویسنده، روزنامه‌نگار، فیلم‌نامه‌نویس، منتقد ادبی، و ویراستار اهل امپراتوری روسیه بود.
وی همچنین برندهٔ جوایزی همچون صلیب لیاقت (لهستان)، درستکار در میان ملل، و نشان افتخار تولد لهستان شده‌است.